# Катастрофа Boeing 727 в Ыспарте
Катастрофа Boeing 727 в Ыспарте — крупная авиационная катастрофа, произошедшая 19 сентября 1976 года. Авиалайнер Boeing 727-2F2 авиакомпании Turkish Airlines выполнял плановый внутренний рейс TK 452 по маршруту Стамбул—Анталья, но из-за дезориентации пилотов рухнул на землю недалеко от Ыспарты. Погибли все находившиеся на его борту 154 человека — 146 пассажиров и 8 членов экипажа.
На 2021 год катастрофа рейса 452 остаётся крупнейшей авиакатастрофой в истории Турции.

## Самолёт
Boeing 727-2F2 (регистрационный номер TC-JBH, заводской 20982, серийный 1087) был выпущен компанией «Boeing» в 1974 году и свой первый полёт совершил 11 сентября. 21 ноября того же года был передан авиакомпании Turkish Airlines, в которой получил имя Antalya. Оснащён тремя турбореактивными двигателями Pratt & Whitney JT8D-15.

## Экипаж и пассажиры
Состав экипажа рейса TK 452 был таким:
- Командир воздушного судна (КВС) — Джелал Топчуоглу (тур. Celal Topçuoğlu).
- Второй пилот — Саджит Согангёз (тур. Sacit Soğangöz).
- Бортинженер — Ахмет Бурсали (тур. Ahmet Bursali).

В салоне самолёта работали 5 стюардесс:
- Нериман Дюзелли (тур. Neriman Düzelli),
- Дилек Джер (тур. Dilek Cer),
- Фейзан Гюнгёр (тур. Feyzan Güngör),
- Джанан Динч (тур. Canan Dinç),
- Камуран Кючуккушум (тур. Kamuran Küçükkuşum).

Также на борту самолёта находились 3 представителя авиакомпании Turkish Airlines — 2 пилота (оба в должности КВС) и авиатехник, но они летели как служебные пассажиры.

## Хронология событий
Boeing 727-2F2 борт TC-JBH выполнял внутренний рейс TK 452 из Стамбула в Анталью. Рейс 452 вылетел из Стамбула в 22:45 EET (20:45 UTC) и направился по маршруту, пролетев РМА Яловы и Афьонкарахисара; на его борту находились 8 членов экипажа и 146 пассажиров.
Пилотирование осуществлял второй пилот, а КВС в это время вышел из кабины. В 23:11 второй пилот увидел впереди огни Ыспарты и решил, что самолёт на подлёте к Анталье. Он связался с авиадиспетчером аэропорта Антальи и запросил прямой заход на посадку на ВПП № 36, после чего, не дожидаясь разрешения командира, начал снижение, при том перейдя с полёта по приборам на визуальный полёт. Диспетчер на вышке аэропорта Антальи передал, что не видит самолёт ни визуально, ни на радаре, но в 4000 метрах от земли второй пилот увидел (как ему показалось) огни ВПП № 36 и начал выполнять визуальный заход на посадку, заявив: Верить вам или своим глазам? (тур. Size mi inanayım, gözüme mi?).
Лайнер был в 150 метрах от земли, когда в кабину вернулся командир, который увидел, что самолёт садится не на ВПП, а на оживлённое шоссе D685 в Ыспарте. Пилоты потянули штурвалы на себя и перевели двигатели во взлётный режим, но рейс TK 452 отреагировал весьма медленно и в 23:15 EET (21:15 UTC) ударился правой плоскостью крыла о холм в долине Карпете на высоте 1130 метров над уровнем моря, а затем врезался в землю и полностью разрушился. Все 154 человека на борту самолёта погибли.